# Kingsdown (Dover)
Pour les articles homonymes, voir Kingsdown.
Kingsdown est un village du Kent, en Angleterre.